# 米哈伊尔·卡特科夫
米哈伊尔·尼基弗若维奇·卡特科夫（俄语：Михаи́л Ники́форович Катко́в，1818年2月13日—1887年8月1日）是沙皇亚历山大三世执政期间有影响力的保守派记者，《莫斯科报》的主编。